# Ferdinand
Ferdinand je moško osebno ime.

## Izvor imena
Ime Ferdinand je germanskega izvora, ki ga pojasnjujejo kot ime, ki je zloženo iz starovisokonemških besed fridu v pomenu »mir, obramba« in nand »drzen« 

## Različice imena
- moške različice imena: Ferdi, Ferdin, Ferdinando, Ferdo, Nande, Nandi
- ženske različice imena: Fedinanda, Fernanda, Nanda, Nandi

## Tujejezikovne oblike imena
- pri Nemcih: Ferdinand
- pri Angležih in Nizozemcih: Ferdinand, Ferry
- pri Italijanih: Ferdinando (Fernanda - ž.)
- pri Francozih: Ferrand, Fernand, Fernandel; Fernande (ž.)
- pri Kataloncih: Ferran
- pri Špancih: Fernando, Fernán, tudi Hernando, Hernán (Fernanda - ž.)
- pri Portugalcih: Fernando, Fernão (Fernanda - ž.)
- pri Madžarih: Ferdinánd, Nándor
- pri Čehih, Švedih itd. Ferdinand
- pri Poljakih: Ferdynand
- pri Fincih: Ferdinand, Veeti

## Pogostost imena
Po podatkih Statističnega urada Republike Slovenije je bilo na dan 31. decembra 2007 v Sloveniji število moških oseb z imenom Ferdinand: 951. Med vsemi moškimi imeni pa je ime Ferdinand po pogostosti uporabe uvrščeno na 170. mesto.

## Osebni praznik
V koledarju je ime Ferdinand zapisano 30. maja (Ferdinand III. Kastiljski, španski kralj, † 30.maj 1252).

## Zanimivost
Ferdinand je bilo ime več evropskih vladarjev.